# (32814) 1990 XZ
(32814) 1990 XZ est un objet de la ceinture principale d'astéroïdes intérieure de 2,409 km de diamètre découvert en 1990.

## Description
(32814) 1990 XZ a été découvert le 15 décembre 1990 à l'observatoire Palomar, situé au nord de San Diego en Californie, par Eleanor Francis Helin.

### Caractéristiques orbitales
L'orbite de cet astéroïde est caractérisée par un demi-grand axe de 1,93 ua, un périhélie de 1,78 ua, une excentricité de 0,08 et une inclinaison de 23,18° par rapport à l'écliptique. Du fait de ces caractéristiques, à savoir un demi-grand axe inférieur à 2 ua et un périhélie supérieur à 1,666 ua, il est classé, selon la JPL Small-Body Database, objet de la ceinture principale d'astéroïdes intérieure.

### Caractéristiques physiques
(32814) 1990 XZ a une magnitude absolue (H) de 14,3 et un albédo estimé à 0,919, ce qui permet de calculer un diamètre de 2,409 km. Ces résultats ont été obtenus grâce aux observations du Wide-Field Infrared Survey Explorer (WISE), un télescope spatial américain mis en orbite en 2009 et observant l'ensemble du ciel dans l'infrarouge, et publiés en 2011 dans un article présentant les premiers résultats concernant les astéroïdes de la ceinture principale.